# Mietvilla Wetroer Straße 7

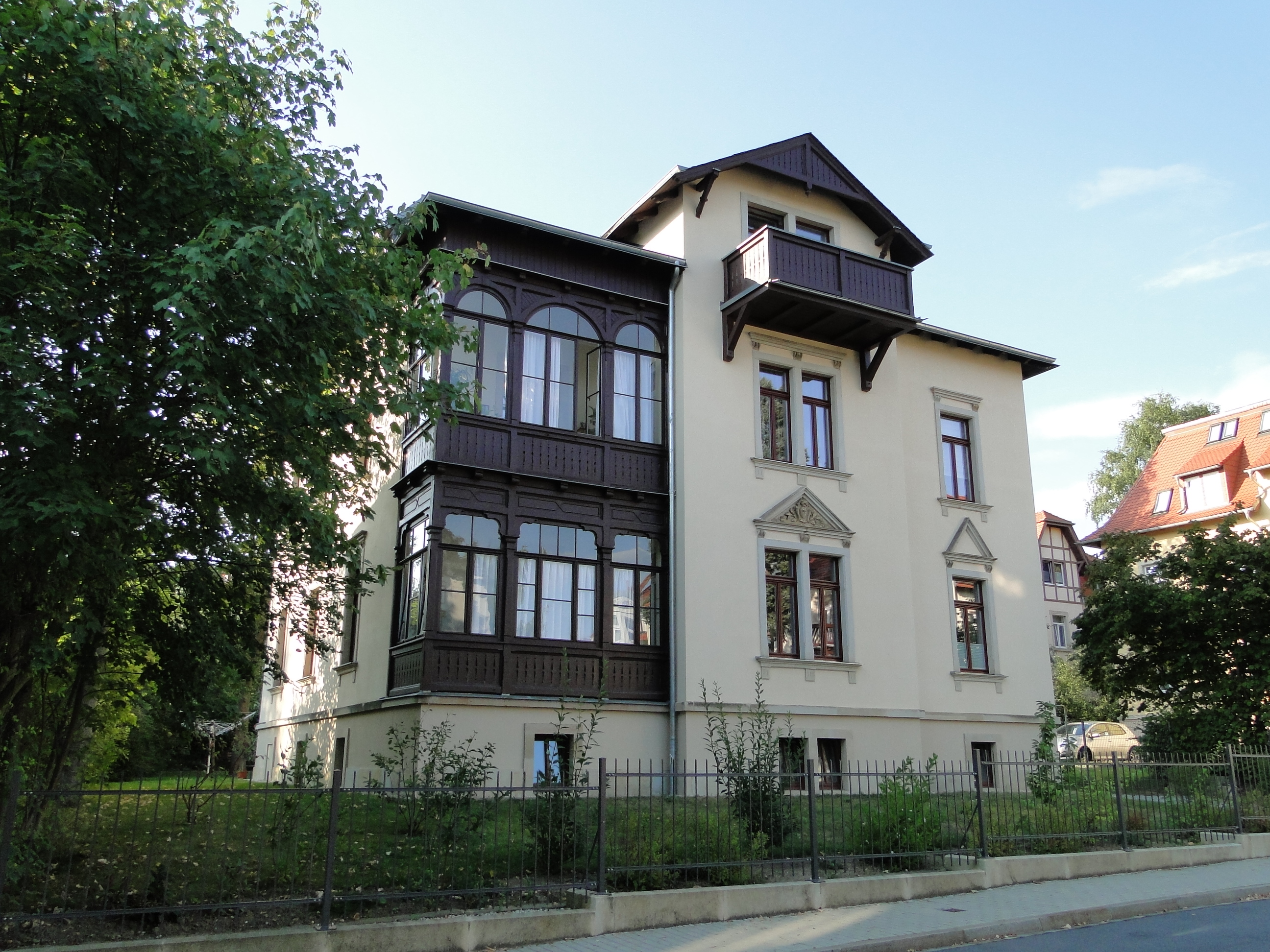
Mietvilla Wetroer Straße 7

Die Mietvilla Wetroer Straße 7 in Dresden-Bühlau ist ein um 1890 erbautes Wohnhaus mit Villencharakter. Das Gebäude gehört zu den Kulturdenkmalen Bühlaus.

## Beschreibung
Das Gebäude ist ein von einem flachen Walmdach überdecktes, zweigeschossiges Wohnhaus. Das Dach ist mit Schiefer gedeckt. Der annähernd würfelförmige Putzbau wird zur Straße hin durch einen von einem eigenen Satteldach mit überstehendem hölzernem Ziergiebel überdeckten Mittelrisalit gegliedert. Auf der linken Gebäudeseite ist eine zweigeschossige hölzerne Veranda eingefügt. Im Inneren ist die Mietvilla in drei Wohnungen aufgeteilt. Erhalten haben sich Stuckdecken aus der Erbauungszeit, originale Innenausmalungen sowie Holztüren mit aufgemalter Maserung.
Im Jahr 1994 war der Bauzustand der Villa gut. Eine denkmalgerechte Sanierung erfolgte 2010. Dabei wurden auch die erhaltenen Innenausmalungen restauriert.